# Laurent (évêque orthodoxe)
Pour les articles homonymes, voir Laurent.
L'évêque Laurent (епископ Лавре́нтий; dans le monde: Evgueni Ivanovitch Kniazev Евге́ний Ива́нович Кня́зев), né le 2/14 juillet 1877 à Kachira dans le gouvernement de Toula (Empire russe) et mort fusillé le 6 novembre 1918 à Nijni Novgorod, est un évêque de l'Église orthodoxe russe qui fut vicaire de l'éparchie de Nijni Novgorod.
Il a été canonisé par l'Église orthodoxe russe en août 2000.

## Biographie
Il naît en 1877 à Kachira dans la famille du marchand Ivan Ivanovitch Kniazev; sa mère, Ekaterina Vassilievna, née Preobrajenskaïa, est la fille du prêtre Vassili Petrovitch Preobrajenski qui sert dans différentes paroisses rurales du gouvernement de Toula. Il est baptisé le 3 juillet à la collégiale de l'Assomption de Kachira sous le nom d'Evgueni (Eugène).
Le frère aîné de la famille Kniazev, Ivan, est ordonné diacre après avoir terminé le séminaire; mais meurt encore jeune. Deux autres fils, Mikhaïl et Guéorgui, meurent en bas âge. À l'âge d'un an, le 13 juillet 1878, Evgueni perd son père qui meurt d'une crise cardiaque. Evgueni demeure donc comme fils unique avec sa mère veuve.
Il étudie en 1887-1891 au petit séminaire de Veniov, puis il entre au grand séminaire de Toula.
Kniazev est diplômé en 1902 du séminaire supérieur de Saint-Pétersbourg comme candidat au doctorat en théologie, sa thèse étant intitulée La relation entre la piété d'une personne et son destin selon les enseignements du Psautier, et avec le droit de postuler pour le diplôme de maître en théologie sans nouvel examen oral.

### Enseignant

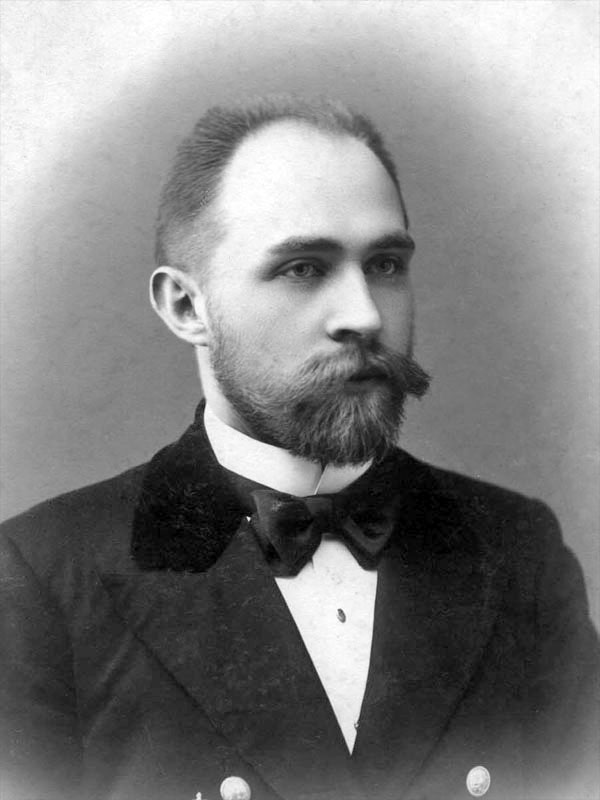
Photographie de 1904.

Le 6 février 1903, Kniazev est nommé enseignant en Écriture sainte au séminaire de Tauride. Le 8 juillet, il devient greffier du comité diocésain de Tauride de la société missionnaire orthodoxe. Le 18 mars 1904, il devient membre de la commission diocésaine de censure et de prédication. Le 24 mai 1907, il est nommé inspecteur du séminaire de Tauride. À partir de janvier 1908, il est trésorier du service d'aide aux élèves pauvres à l'église des Trois-Saints du séminaire théologique de Tauride. Le 6 septembre, il est membre du conseil de la fraternité Saint-Alexandre-Nevski de Simféropol. Il est tonsuré le 28 janvier 1912 à Valaam. Ses vœux sont reçus par l'archevêque Serge et il prend le nom de religion de Laurent; il est élevé au rang de hiérodiacre le 30 janvier à Vyborg et le 5 février, toujours par le même archevêque il devient hiéromoine.
Le hiéromoine Laurent est nommé le 28 février 1912 recteur du séminaire de Wilna et supérieur du monastère de la Sainte-Trinité de Wilna et il devient le 17 mars archimandrite.
En 1912-1915, il est rédacteur-en-chef du Messager de la fraternité du Saint-Esprit de Wilna.

### Évêque de Balakhna
Le 28 janvier 1917, l'empereur Nicolas II confirme la décision du Saint-Synode d'ordonner l'archimandrite Laurent évêque de Balakhna (vicariat de Nijni Novgorod). La consécration a lieu par l'archevêque Tikhon (Bellavine), archevêque de Nijni Novgorod le 19 février 1917 à la cathédrale de la Transfiguration-du-Sauveur de Nijni Novgorod. Selon la tradition, simultanément à son élévation au rang d'évêque et à sa nomination à la cathédrale de Balakhna, Laurent est nommé au poste de recteur du monastère des Grottes de l'Ascension de Nijni Novgorod. C'est l'avant-dernier évêque à avoir été consacré sous le règne de Nicolas II (le dernier étant Théophane (Ilmenski) une semaine plus tard).
À l'été 1917, il se trouve administrer par intérim l'éparchie de Nijni Novgorod en l'absence de l'évêque en poste, qui est parti pour Moscou, sans plus jamais revenir à Nijni Novgorod. En tant qu'invité d'honneur, il participe au IIe congrès panrusse des coreligionnaires du 23 au 29 juillet 1917 à Nijni Novgorod
. En 1917, il bénit la création de la Fraternité de la Transfiguration du Sauveur pour la renaissance de l'Église et de la vie publique. Il est ami spirituel des anciens d'Optina. Puis la Révolution d'Octobre éclate. Il écrit au patriarche Tikhon le 3 avril 1918: « ...Des affaires, des affaires, des pétitions, des visites écrasantes et le plus important est que depuis ma consécration que tout soit un en un... Et là aussi, l'on doit se répéter ce proverbe: ne renoncez pas au sac et à la prison ... Mais que faire? Nous devons clairement porter une telle croix, tandis que le Seigneur donne la force. »
Il passe son temps à célébrer et à confesser. Il termine ses trois derniers sermons avec les mêmes mots : « Frères et sœurs bien-aimés, nous traversons une période très spéciale - nous ferons tous face à la confession, et certains même au martyre. » Un clergé du congrès diocésain de Nijni Novgorod a lieu le 7 juin 1918 et adopte une résolution protestant contre la saisie des lieux de culte, des monastères et des biens de l'Église.
Un appel similaire est rédigé aux fidèles, signé par l'évêque Laurent (en tant que président du congrès), le recteur de la cathédrale, l'archiprêtre Alexeï Porfiriev (en tant que secrétaire) et l'ancien maréchal de la noblesse de Nijni Novgorod, Alexeï Borissovitch Neidhardt.
Dans le courant d'août 1918, sept cents anciens officiers et gendarmes sont arrêtés. L'archimandrite Augustin, supérieur du monastère d'Oranki, est fusillé, le recteur de l'église Notre-Dame-de-Kazan, Nikolaï Orlov, est également fusillé, en tout ce sont quarante-et-une personnes. Ayant appris cette tragédie, l'évêque Laurent célèbre une panikhide (liturgie de requiem chez les orthodoxes) au monastère des Grottes avec ses frères. Il écrit au patriarche Tikhon le 23 aoûtу: « Je ressens une grande fatigue et lassitude face à un fardeau aussi lourd, sur mes épaules solitaires… Resté seul dans le diocèse à un moment aussi difficile et exceptionnel, chaque jour et presque chaque heure je dois accepter un message plus troublant l'un que l'autre... ».

### Arrestation et mort
Il est arrêté par des tchékistes, le 3 septembre 1918. On lui donne la permission de célébrer dans sa cellule et il priait sans cesse. Lui et deux autres signataires de l'appel sont accusés d'avoir appelé à un soulèvement armé (basé sur le fait que dans le texte du document les paroles de l'Apôtre étaient citées: « revêtissez-vous de toute l'armure de Dieu... »). Les trois sont condamnés à mort; les juges leur proposent la vie sauve à l'évêque et au prêtre s'ils renoncent à la prêtrise, ce qu'ils refusent.
Le 8 (21) octobre 1918, il est libéré par un décret du patriarche Tikhon de sa charge d'évêque par intérim de Nijni Novgorod.
Avant sa mort, il prit lui-même la communion et la donna au père Alexeï (Neidhardt était quant à lui gardé séparément). Avant de mourir, il priait les mains levées.
Il est fusillé le 6 novembre 1918. Les soldats refusent de tirer sur l'évêque et l'on fait appel à des tireurs lettons pour le faire. Les corps des fusillés sont jetés dans la Volga.

## Canonisation
Le Synode de l'Église orthodoxe russe décide en 1981 d'examiner la cause de Laurent (Kniazev). Il est inscrit à la liste des nouveaux martyrs et confesseurs en août 2000; le prêtre Alexeï Porfiriev et Alexeï von Neidhardt le sont également.
Sa fête est fixée le 24 octobre.

## Publications
- Письмо к А. Ф. Керенскому [Lettre à Alexandre Kerenski ] // ГАРФ. — Ф. 1791. — Оп. 2. — Д. 608. — Л. 46;
- Письма // http://lavrentiy.orthodoxy.ru/letters01.htm;
- Торжество открытия св. мощей прп. Серафима Саровского чудотворца; Чудеса веры Христовой // Таврические ЕВ. — 1903. — № 17—18;
- Поучение в неделю Крестопоклонную // Таврические ЕВ. — 1905. № 8;
- Нестроения современной жизни в связи с вопросом о воспитании // Таврические ЕВ. — 1906. — № 5—7;
- Речи // Нижегородский церковно-общественный вестник. — 1907. — № 26—27;
- По поводу богословствования наших «освободителей» // Нижегородский церковно-общественный вестник. — 1910. — № 4;
- Слово в день памяти Святителя и Чудотворца Николая // Вестник Виленского православного Св.-Духовского братства. — 1913. — № 23;
- Поучение перед новогодним молебном; Поучение по случаю войны; О путях промысла Божия в судьбах народов и в передаваемой войне // Вестник Виленского православного Св.-Духовского братства. — 1914. — № 1/2, 15/16, 25;
- Речь при освящении юбилейной иконы в память 300-летия царствования дома Романовых; Необходимо слушаться пастырей и учителей духовных // Вестник Виленского православного Св.-Духовского братства. — 1915. — № 1—2;
- Речь при наречении во епископа; Слово по прочтении Высочайшего манифеста // Нижегородский церковно-общественный вестник. — 1917. — № 6, 9;
- Христово Воскресение и новая жизнь // Братолюбие да пребывает. — Нижний Новгород, 1917.